# Unryū Kyūkichi

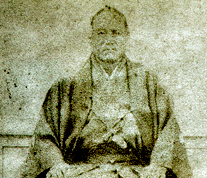
Unryū Kyūkichi à l'époque où il est devenu doyen.

Unryū Kyūkichi est un nom japonais traditionnel ; le nom de famille (ou le nom d'école), Unryū, précède donc le prénom (ou le nom d'artiste).
Unryū Kyūkichi (雲龍 久吉) (né en 1822 – 15 juin 1890), de son vrai nom Shiozuka Kyūkichi, est un lutteur sumo officiellement reconnu comme le 10e yokozuna.

## Biographie
Né à Yanagawa, Unryū perd ses parents et sa grand-mère en 1833. Il fait ses débuts à Osaka en mai 1846. Il se rend à Edo en 1847. Il est promu dans la première division makuuchi en février 1852.
Unryū est un puissant lutteur au début de sa carrière. Il gagne 4 tournois consécutifs dès son entrée dans la première division makuuchi. Au moment où Matthew Perry visite le Japon, il a l'opportunité d'assister aux prouesses de lutte d'Unryū lors d'un tournoi auquel il assiste avec ses conseillers militaires. Il est promu ōzeki en janvier 1858.
Il obtient le titre de yokozuna en septembre 1861, mais ayant déjà atteint son apogée en tant que lutteur, il est devenu incapable de faire ses résultats d'autrefois. Dans la première division makuuchi, il comptabilise 127 victoires pour 32 défaites, soit un pourcentage de victoires de 79,9%.
Après sa retraite en février 1865, il reste dans le monde du sumo en tant que doyen. Il est fudegashira (président) du sumo de Tokyo au début de l'ère Meiji, et il acquiert une réputation d’honnêteté.
Le nom d'un style de yokozuna dohyō-iri (entrée cérémonielle sur le ring) est nommé en son honneur. Sa danse rituelle est considérée à l'époque comme très belle mais il n'est pas prouvé qu'il l'ait effectué dans le style Unryū. Son style aurait été imité par Tachiyama Mineimon (en), mais celui-ci est alors appelé shiranui. Ceci est dû à l'expert du monde du sumo Kozo Hikoyama qui, après avoir fait une erreur de recherche, nomme le style de Tachiyama comme étant celui de Shiranui Kōemon, alors qu'en réalité il a été créé par Unryū. Hikoyama est une sommité sur le monde du sumo, et le nom Shiranui reste.

## Palmarès
- La durée réelle des tournois de l'année de l'époque varie souvent.

Dans le tableau suivant, les cases en vert sont celles des tournois remportés.
| -    | Printemps                                       | Hiver                                                 |
| ---- | ----------------------------------------------- | ----------------------------------------------------- |
| 1852 | Maegashira de l'est #7 8–0–1 1d Non officiel    | Maegashira de l'est #3 7–1–1 1 match nul Non officiel |
| 1853 | Maegashira de l'est #2 6–0–2 1d 1h Non officiel | Maegashira de l'est #1 8–0–2 Non officiel             |
| 1854 | Komusubi de l'est 3–3–1 3d                      | Komusubi de l'est 5–1–1 2d 1h                         |
| 1855 | Pas de tournois en raison d'un incendie         | Pas de tournoi                                        |
| 1856 | Komusubi de l'est 4–1–4 1h                      | Sekiwake de l'est 9–0–1 Non officiel                  |
| 1857 | Sekiwake de l'est 7–1                           | Sekiwake de l'est 7–1–1 1h Non officiel               |
| 1858 | Ōzeki de l'est 5–2–3                            | Pas de tournois en raison d'un incendie               |
| 1859 | Ōzeki de l'est 5–2–3                            | Ōzeki de l'est 3–1–4 1d 1h                            |
| 1860 | Ōzeki de l'est 5–2–1 2d                         | Ōzeki de l'est 5–1–1                                  |
| 1861 | Ōzeki de l'est 3–1–6                            | Ōzeki de l'est 7–2–1                                  |
| 1862 | Ōzeki de l'est 6–2–2                            | Ōzeki de l'est 6–1–2 1d Non officiel                  |
| 1863 | Ōzeki de l'est 4–3–3                            | Ōzeki de l'est 5–1–1 2d                               |
| 1864 | Ōzeki de l'est 5–3–1 1d                         | Ōzeki de l'est 4–3–3                                  |
| 1865 | Ōzeki de l'est Retraite 0–0–10                  |                                                       |